# Chenopodium vulvaria
Espèce
Classification APG III (2009)
Chenopodium vulvaria est une espèce de plantes de la famille des Chenopodiaceae selon la classification classique (Cronquist) ou des Amaranthaceae selon la classification phylogénétique (APGIII).
Elle porte les noms de « vulvaire », « arroche puante », « ansérine puante », « herbe de bouc » ou « olidaire » en français,. Elle est appelée « taouit » en tamachek  / tamahaq  (à l'instar de Aizoon canariense). Ses  graines récoltées  sont  transformées en une sorte de  farine, qui sert de céréale aux Touaregs, et qu'on mélange pour préparer la taguella.
Elle est récoltée dans le massif montagneux du Hoggar en altitude. Outre l'élevage et la chasse, les Touaregs  pratiquent la cueillette de graines comestibles d'« afezou » (Panicum turgidum), de « toulloult » (Aristida pungens) ou de « taouit » : lorsqu'il a plu et que le taouit a fleuri, des familles entières, nomades ou sédentaires,  viennent dans le Hoggar  récolter la graine de taouit. Les années 1862, 1905, 1906  furent appelées « année de la Taouit » par les tribus de l'Ahaggar[réf. nécessaire].
La plante dégage une odeur repoussante qui serait due à la triméthylamine. Elle contient également une huile essentielle (l'ascaridole, très toxique mais au pouvoir vermifuge reconnu contre les ascaris), de l'ammoniaque libre, du carbonate d'ammonium et du malate de calcium.